# Achum
Achum ist ein Ortsteil der Stadt Bückeburg im niedersächsischen Landkreis Schaumburg.

## Geografie und Verkehrsanbindung
Der Ortsteil liegt nordöstlich des Stadtkerns von Bückeburg direkt am südlich gelegenen Heeresflugplatz Bückeburg. Südlich verläuft die B 65. Westlich erstreckt sich das 65 ha große Naturschutzgebiet Bückeburger Niederung. Durch den Ort fließt die Bückeburger Aue.

## Söhne und Töchter des Ortes
- Heinrich Ernst Wilhelm Kapmeier (1871–1948), Politiker (SPD)